# Prkosi
Prkosi (szerbül: Пркоси) szerb falu Bosznia-Hercegovinában, a Bosznia-hercegovinai Föderáció Una-Szanai kantonjában, Bosanski Petrovac községben. 

## Fekvése
Bosznia-Hercegovina nyugati részén, Bihácstól légvonalban 29, közúton 33 km-re délkeletre, Bosanski Petrovactól légvonalban 20, közúton 26 km-re északnyugatra, a Vrtoče – Kulen Vakuf út mentén, egy kisebb fennsíkon fekszik, amelyet a Lupina és a Čava-hegység határol, és amely az Una folyó völgye felé ereszkedik le. A kisebb források nagy száma miatt talán ez az egyetlen hely a községben, ahol nincsen gond a vízellátással.

## Népessége
| Nemzetiségi csoport | Népesség 1991 | Népesség 2013 |
| ------------------- | ------------- | ------------- |
| Szerb               | 194           | 14            |
| Bosnyák             | 0             | 0             |
| Horvát              | 0             | 0             |
| Jugoszláv           | 0             | 0             |
| Egyéb               | 1             | 0             |
| Összesen            | 195           | 14            |

## Története
Az itt található régészeti leletek alapján területe már az őskor óta lakott volt. A Lupina-hegy délkeleti legutolsó kiemelkedő pontján, egy észak-déli irányú, 50x20 méteres nagyságú területen egy késő bronzkori és vaskori erődítmény maradványai találhatók. Az erődöt nyugatról egy 6-7 méter széles és 8 méter mélységű árok választja el a hegy többi részétől, de védőfalak nyomai nem láthatók. A déli oldalon egy szabálytalan alaprajzú terasz, míg az északi és a keleti lejtőkön kisebb, váltakozó nagyságú teraszok sora található. A lelőhelyen számos bronzkori és vaskori cseréptöredék került elő.
A középkorban a mai Prkosi területén állt a Humi zsupánság Čovka nevű királyi vára, mely az akkori nemesek igazgatása alatt állt. Első ismert urai a Cilleiek, majd a Frangepánok, utolsó urai pedig az Orlovićok voltak. A Crkvina nevű lelőhelyen ma is látható a középkori templom maradványa. A Felső-Unamentét és benne Čovkát 1524-ben foglalták el a törökök. Ezután a vár és ez a terület is elhagyatott maradt egészen a 17. század végéig, amikor is az 1699-es karlócai béke az Unánál állapította meg az Oszmán Birodalom határát, amely Bosznia határaként a mai napig megmaradt. Ekkor telepedtek itt le a török bég rangot viselő Kulenovićok. Čovkán palánkvár és torony épült, mely Kulenović aga szálláshelye lett. A Čovka palankának saját őrsége volt, mely az Osztrovicai kapitányság része volt, kapitányai pedig a Kulenović család tagjai voltak. Osztrovica mind területi kiterjedését, mind geostratégiai jelentőségét tekintve a Boszniai Ejalet egyik legnagyobb és legfontosabb kapitánysága volt.
1791 körül, miután a határt Osztrovica várának közvetlen közelébe helyezték át, Mehmed Kulenović bég Prkosiba helyezte át főhadiszállását. Itt faragott kőből egy négyemeletes tornyot épített, amely mellett egy nagy, fából készült udvarház állt. Alapja négyzet alakú volt, a torony körüli udvart pedig fal vette körül. 1876-ban egy tűzben összeomlott az udvarház, és a torony összes faanyaga is elégett.
1941. szeptember 6-án nagy háborús bűntény történt a település környékén, amikor a szerb csetnik-partizán egységek támadást indítottak Kulen Vakuf és a környező falvak többségben muzulmán lakossága ellen. Kulen Vakufnak a környező falvak menekültjeivel, valamint likai menekültekkel felduzzasztott lakossága hamar belátta, hogy nem tud hosszú ideig ellenállni a fegyveres túlerőnek és Bihács irányába menekült. Amikor szeptember 6-án a partizán-csetnik egységek behatoltak a városba, az üres volt. A partizán-csetnik egységek nagy része a menekülők után indult, akiket a Kulen Vakuftól tíz kilométerre, Prkosiban egy fennsíkon ért utol. A menekültek nagy részét lovas kocsik tették ki, amelyekben főleg időseket, nőket és gyerekeket szállítottak. Ćovkán egy erdei úton a partizánok árkot ástak, megakadályozva ezzel a lovas szekerek áthaladását. A helyiek gyalogosan folytatták útjukat, az oszlop fegyveres eleje és a menekülők első részének sikerült áttörnie a partizán-csetnik bekerítést, és Ripaćon keresztül Bihácsba jutott. A menekültek második része, főként Kulen Vakufból származó muszlimok és néhány horvát a környező falvakból, megállt Prkosinál, mert reményt ébresztett bennük az a híresztelés, hogy ott kell megvárniuk a Bihácsból érkező teherautókat, hogy elvigyék őket a biztonságos helyre. Ám a transzport helyett a partizánok jöttek. Prkosiban egy közeli ligetben körülbelül 400-500 nőt és gyermeket öltek meg, egy közeli barlangban pedig körülbelül 70 férfit végeztek ki. A maradék mintegy 2 és fél ezer civilt visszavitték Kulen Vakufba. Itt több csoportra osztották őket. Körülbelül 400-500 embert a város főterére vittek, ahol őrizetben tartották őket. Körülbelül 900 civilt – nőket, gyerekeket és időseket vittek a Kulen Vakuf melletti Hanžića grahorište településre, és ott gyilkolták meg őket, míg körülbelül 400-500 civilt, ismét nőket és gyerekeket vittek Vakufski bukon a volt rendőrség területére, ahol felét kivégezték, felét pedig szabadon engedték.
1943 szeptemberében Prokosiban a prkosi német támaszpont elleni támadás során sebesült meg halálosan Marija Bursać, akit később Jugoszlávia első női nemzeti hősének nyilvánítottak.

## Nevezetességei
- Čovka várának maradványai. A várat a 15. században említik. Falmaradványok, valamint számos ókori és középkori kerámiatöredék jelzi egykori helyét.[4]

- A Kulenović-torony maradványa ma is négyemelet magasságban áll. Méretei 10,5x10,5 méter, eredeti magassága 20 méter volt. Körülötte egy 40x50 méteres kövezett udvar látható. Az udvart 3-4 méteres magasságú, lőréses fal veszi körül. a torony maga, az északi fal középső részén helyezkedik el. Bejárata a keleti oldalon, egy emelet magasságban volt, melyet egykor falépcsőn lehetett megközelíteni. A hagyomány szerint az udvaron levő istállóban egykor száz lovat tartottak.[10]

- A Legszentebb Istenanya tiszteletére szentelt pravoszláv templomát a boszniai háború idején felgyújtották.[11]

- Duliba bronzkori erődítmény maradványai a Lupinán. Dulibán kőbányászat közben véletlenül 50 darab bronz karkötőt találtak, melyek korát a vaskorban határozták meg.[4]

- Marija Bursać, Jugoszlávia első női nemzeti hősének emlékműve

## Fordítás
- Ez a szócikk részben vagy egészben  a   Prkosi című bosnyák Wikipédia-szócikk ezen változatának fordításán alapul.  Az eredeti cikk szerkesztőit annak laptörténete sorolja fel. Ez a jelzés csupán a megfogalmazás eredetét és a szerzői jogokat jelzi, nem szolgál a cikkben szereplő információk forrásmegjelöléseként.